# اموریتا (اکلاهما)
اموریتا(به انگلیسی: Amorita) شهری در ایالت اکلاهما کشور ایالات متحده آمریکا است که جمعیت آن در سرشماری سال ۲۰۱۰ میلادی، ۳۷ نفر بوده‌است.